# Pheidole janzeni
Pheidole janzeni là một loài kiến được Longino, J. T. phát hiện và mô tả vào năm 2009.